# Hoplichthys
Hoplichthys är ett släkte av fiskar. Hoplichthys ingår i familjen Hoplichthyidae.
Kladogram enligt Catalogue of Life:
| Hoplichthys | \| \| Hoplichthys acanthopleurus \| \| \| \| \| \| Hoplichthys citrinus \| \| \| \| \| \| Hoplichthys fasciatus \| \| \| \| \| \| Hoplichthys filamentosus \| \| \| \| \| \| Hoplichthys gilberti \| \| \| \| \| \| Hoplichthys haswelli \| \| \| \| \| \| Hoplichthys langsdorfii \| \| \| \| \| \| Hoplichthys ogilbyi \| \| \| \| \| \| Hoplichthys pectoralis \| \| \| \| \| \| Hoplichthys platophrys \| \| \| \| \| \| Hoplichthys regani \| \| \| \| |
|             | \| \| Hoplichthys acanthopleurus \| \| \| \| \| \| Hoplichthys citrinus \| \| \| \| \| \| Hoplichthys fasciatus \| \| \| \| \| \| Hoplichthys filamentosus \| \| \| \| \| \| Hoplichthys gilberti \| \| \| \| \| \| Hoplichthys haswelli \| \| \| \| \| \| Hoplichthys langsdorfii \| \| \| \| \| \| Hoplichthys ogilbyi \| \| \| \| \| \| Hoplichthys pectoralis \| \| \| \| \| \| Hoplichthys platophrys \| \| \| \| \| \| Hoplichthys regani \| \| \| \| |
|             | Monhoplichthys |
|             | |
|             | Hoplichthys acanthopleurus |
|             | |
|             | Hoplichthys citrinus |
|             | |
|             | Hoplichthys fasciatus |
|             | |
|             | Hoplichthys filamentosus |
|             | |
|             | Hoplichthys gilberti |
|             | |
|             | Hoplichthys haswelli |
|             | |
|             | Hoplichthys langsdorfii |
|             | |
|             | Hoplichthys ogilbyi |
|             | |
|             | Hoplichthys pectoralis |
|             | |
|             | Hoplichthys platophrys |
|             | |
|             | Hoplichthys regani |
|             | |

|  | Hoplichthys acanthopleurus |
|  |                            |
|  | Hoplichthys citrinus       |
|  |                            |
|  | Hoplichthys fasciatus      |
|  |                            |
|  | Hoplichthys filamentosus   |
|  |                            |
|  | Hoplichthys gilberti       |
|  |                            |
|  | Hoplichthys haswelli       |
|  |                            |
|  | Hoplichthys langsdorfii    |
|  |                            |
|  | Hoplichthys ogilbyi        |
|  |                            |
|  | Hoplichthys pectoralis     |
|  |                            |
|  | Hoplichthys platophrys     |
|  |                            |
|  | Hoplichthys regani         |
|  |                            |